# Картел (ТВ серија)
Картел (шп. El cartel) колумбијска је ТВ серија, снимана током 2008. и 2010.
У Србији је прва сезона серије приказана током 2009. и 2010. на телевизији Кошава.

### Синопсис
Оно што је почело као једна несвакидашња авантура коју су десеторица пријатеља, чланови картела дроге, отпочели мислећи да ће их начинити милионерима, завршила се лоше по све. Јер, у таквом послу на крају се увек све изгуби.
Свет наркотрафиковања привлачи Мартина Гонзалеза, петнаестогодишњег дечака, амбициозног и смелог, члана колумбијске породице средње класе, који тражи од свог друга Пепеа Кадене да му помогне како би ушао у ланац дилера дроге.
Не знајући да је та одлула почетак живота који ће променити његову судбину заувек, Мартин звани „Фресита“, почиње да ради у кухињи једне лабораторије кокаина, где га обучава газда Оскар Кадена. Учи брзо и почиње са својим првим диловањем дроге у САД, у време када се његов шеф удружује са браћом Виљегас из такозваног Западног Картела, како би се отарасио највећег наркотрафиканта свих времена - Пабла Ескобара.
Непријатељ број један пада, и након њега долази Мартин који није способан да стане. Тада настаје Пацифички Картел, најопаснији картел који је икада постојао у Колумбији, предвођен Оскаром Каденом. Ученик и ученик склапају тако један пакт пријатељства и пословања.
Новац долази а роба свакодневно одлази, док Мартиново богатство постаје огромно. Тада се заљубљује у Софију, учесницу Националног такмичења у лепоти коју осваја лажима. Међутим, све се руши оног тренутка када Софија открива истину о пореклу његовог богатства и налаже му да се одлучи или за љубав или посао.
За то време, Оскар помаже полицији да закопају некада моћи Западни Картел, и то доводи до додатног загрева непријатељских односа између две криминалне организације.
Мартин одбија да настави са битком и одлучује да отпутује у Мајами са Софијом и својом децом, ни не слутећи да ће до тамо доћи управо оно од чега бежи. Не може побећи од света о коме је сањао, мора наставити са својим нелегалним активностима, и то у времену када посматра како његови пријатељи, један за другим, падају под моћима непријатеља.
У потрази за заштитом Мартин је присиљен на бег у Мексико. Тамо успева свакодневно доћи до информација о паду својих ортака. То, и покушај атентата против њега, довешће Мартина до ситуације предузимања озбиљне одлуке.

### Улоге
| Глумац:            | Улога:         |
| ------------------ | -------------- |
| Маноло Кардона     | Мартин         |
| Карен Мартинез     | Софија         |
| Дијего Кадавид     | Пепе           |
| Хулијана Галвис    | Елијана        |
| Робинсон Дијаз     | Кабо           |
| Сандра Рејес       | Ампаро Кадена  |
| Хулијан Аранго     | Гаудања        |
| Андрес Пара        | Анестезија     |
| Сантијаго Моуре    | Дон Марио      |
| Фернандо Солорзано | Оскар Кадена   |
| Фернандо Аревало   | Хулио Трухиљо  |
| Хуан Пабло Раба    | Пирулито       |
| Натали Умања       | Хуанита        |
| Џими Васкез        | Револвер       |
| Наталија Бетанкурт | Хулијана       |
| Луис Веласко       | Самуел Моралес |
| Џон Гертз          | Сем Мативс     |
| Армандо Гутијерез  | Давид Паз      |
| Хуан Карлос Аранго | Буњуело        |

### Синопсис
Тамо где је Мартин Гонзалез завршио своју верзију приче о нарко-картелима, Пепе Кардона започиње своју о ономе што се догодило током наредне четири године: како је захваљујући сарадњи са ДЕА-ом успео да изађе из затвора, бављењу послом доушника Анестесије, бегу у Колумбију, и новом хапшењу и повратку у затвор.
Као и у првом делу, ова епска прича бави се опасним светом трговине дрогом, кроз исте елементе акције, интриге, романсе и комедије који је карактеришу.
Прљави рат, криминал, издаје, смрти, прогони, повратци у живот, опасне алијансе, мрачни послови, породичне приче и немогуће љубави, само су неки од састојака приче „Пуноглавца“. Поново се покреће радиографија социјалног проблема попут трговине дрогом, посла који завршава обележавањем судбина свих оних који бивају захваћени његовим ланцем, као и њихових продица и блиских пријатеља. Јер, као што каже Пепе, „породица је Ахилова пета сваког нарко дилера. На крају се увек пада њеном страном“.
Пепе описује последње догађаје из живота великих и митских дилера нарко света: Ел Каба, Дон Марија, Буњуела, Пирулита, Ампара Кадене, Каличеа, паравојног адвоката Паринете, и многих других. Али, такође и оних који су се бавили њиховим проганом и одвођењем пред правду, као мајора Модера, полицајца званог Касанарко, и групе агената ДЕА-е која тежи раскидању колумбијских и мексичких картела дроге.
У исто време, бивши дилер користи време за откривање прича о неколико повезаних ликова чија дела не излазе из штампе: дебелог Џона, наплатника који је изгубио 450 000 долара својих шефова; Антенаса, пратилаца једне познате глумице која излази са својим шефом; или Џохане, девојке која несвесно почиње да дилује кокаином у скривеној кући на граници Мексика са Сједињеним Америчким Државама.

## Улоге
| Глумац:                | Улога:              |
| ---------------------- | ------------------- |
| Дијего Кадавид         | Пепе Кадена         |
| Робинсон Дијаз         | Кабо                |
| Патрисија Мантерола    | Андреа Негрете      |
| Каролина Гера          | Вики Пуерта         |
| Џон Алекс Торо         | Антенас             |
| Луис Фернандо Монтоја  | Примо               |
| Алехандро Мартинес     | Мајор Мадеро        |
| Хуан Себастијан Арагон | Роки                |
| Виктор Маљарино        | Пума                |
| Сантијаго Моуре        | Дон Марио           |
| Андрес Пара            | Анестесија          |
| Хулијан Алварес        | Поручник Калеро     |
| Мичел Мантерола        | Лилијан             |
| Карлос А. Санчез       | Каремотор           |
| Луис Едуардо Аранго    | Џон                 |
| Дијана Хојос           | Сули                |
| Анхелика Бландон       | Џоана               |
| Андреа Носети          | Лина Марија Асеведо |
| Бернардо Гарсија       | Пахарако            |
| Томи Васкез            | Харвеј Расинес      |
| Паола Дулсе            | Бланка              |
| Камило Саненз          | Пирулито            |
| Хуан Карлос Аранхо     | Буњуело             |